# Luis Enrique Delgado
Luis Enrique Delgado (Bucaramanga, Santander, Colombia; 26 de octubre de 1980) es un exfutbolista colombiano. Jugaba como portero. En sus inicios se destacó al servicio de Alianza Petrolera en donde estuvo cerca de conseguir el ascenso, mientras que sus mayores logros los consigo en Millonarios anotando 4 goles y siendo fundamental en la obtención de los títulos de la Copa Colombia 2011 y la tan anhelada estrella 14 en el Torneo Finalización 2012.

## Trayectoria

### Inicios
Luis Delgado, se formó en las divisiones inferiores del Atlético Bucaramanga, siendo promovido al equipo profesional en 1999, y en el cual estuvo dos años hasta finales de 2000 siendo suplente del uruguayo Héctor Burguéz. Luego pasó por las Divisiones menores del Deportivo Cali de allí comienza a tener minutos en la Categoría Primera B al servicio de la Club Deportivo Escuela De Fútbol Carlos Sarmiento Lora siendo dirigido por Carlos Portela y Pedro Zape

### Alianza Petrolera
En el año 2002 pasó al Alianza Petrolera de Barrancabermeja, otro equipo de la Categoría Primera B, donde siguió adquiriendo experiencia. Allí estuvo tres años, hasta finales del 2004. Delgado fue figura en esta etapa con el equipo refinero, en 2002 estuvieron cerca de conseguir el ascenso perdiendo la final contra el ya extinto Centauros Villavicencio.

### Atlético Bucaramanga
Para inicios de 2005 volvió al equipo donde se inició, el Atlético Bucaramanga y jugó algunos partidos en los dos años que estuvo.

### Real Santander
En el 2007 se fue al Real Santander, otro equipo de la Categoría Primera B colombiana.

### Real Cartagena
Luego regresó al Alianza Petrolera a inicios de 2008, antes de pasar al Real Cartagena a mediados de ese año, club donde fue campeón del torneo de la Categoría Primera B en 2008. Poco a poco se ganó la titular y sus actuaciones destacadas lo hicieron conocer en el ambiente nacional. En esa misma campaña se consagró campeón y ascendieron a la Categoría Primera A en donde atajo 2 penaltis. Pese a ello su contrato no fue renovado.

### Millonarios
| 2010                 | Primera División     | 19  | 0 | -23  | 4  | 0 | 2  | 0 |
| 2010                 | Copa Colombia        | 15  | 0 | ?    | 4  | 1 | 0  | 0 |
| Total temporada      | Total temporada      | 34  | 0 | -23  | 8  | 1 | 2  | 0 |
| 2011                 | Primera División     | 7   | 0 | -14  | 1  | 0 | 2  | 0 |
| 2011                 | Copa Colombia        | 10  | 0 | -17  | 0  | 0 | 2  | 0 |
| Total temporada      | Total temporada      | 17  | 0 | -31  | 1  | 0 | 4  | 0 |
| 2012                 | Primera División     | 19  | 1 | -12  | 10 | 0 | 0  | 0 |
| 2012                 | Copa Colombia        | 10  | 0 | -15  | 2  | 0 | 0  | 0 |
| 2012                 | Copa Sudamericana    | 6   | 0 | -6   | 2  | 0 | 0  | 0 |
| Total temporada      | Total temporada      | 35  | 1 | -33  | 14 | 0 | 0  | 0 |
| 2013                 | Primera División     | 36  | 0 | -41  | 11 | 0 | 3  | 0 |
| 2013                 | Copa Libertadores    | 5   | 0 | -7   | 0  | 0 | 1  | 0 |
| 2013                 | Copa Colombia        | 8   | 0 | -8   | 2  | 0 | 1  | 0 |
| 2013                 | Superliga            | 2   | 0 | -3   | 0  | 0 | 1  | 0 |
| Total temporada      | Total temporada      | 51  | 0 | -59  | 13 | 0 | 6  | 0 |
| 2014                 | Primera División     | 26  | 3 | -14  | 12 | 1 | 5  | 0 |
| 2014                 | Copa Colombia        | 6   | 0 | -10  | 0  | 0 | 1  | 0 |
| 2014                 | Copa Sudamericana    | 2   | 0 | -3   | 0  | 0 | 0  | 0 |
| Total temporada      | Total temporada      | 34  | 3 | -27  | 12 | 1 | 6  | 0 |
| 2015                 | Primera División     | 1   | 0 | -1   | 0  | 0 | 0  | 0 |
| 2015                 | Copa Colombia        | 5   | 0 | -6   | 2  | 0 | 0  | 0 |
| Total temporada      | Total temporada      | 6   | 0 | -7   | 2  | 0 | 0  | 0 |
| Total en Millonarios | Total en Millonarios | 177 | 4 | -180 | 49 | 2 | 18 | 0 |

- Penaltis atajados

| 1.  | 25-08-2010 | Copa Colombia       | Millonarios | Atlético Bucaramanga   | Michi Sarmiento  | Tanda de Penaltis |
| 2.  | 25-08-2010 | Copa Colombia       | Millonarios | Atlético Bucaramanga   | Deivi Rodríguez  | Tanda de Penaltis |
| 3.  | 25-08-2010 | Copa Colombia       | Millonarios | Atlético Bucaramanga   | Café Mendoza     | Tanda de Penaltis |
| 4.  | 25-08-2010 | Copa Colombia       | Millonarios | Atlético Bucaramanga   | José Herrera     | Tanda de Penaltis |
| 5.  | 25-09-2010 | Primera A           | Millonarios | América de Cali        | Gabi Fernández   | 86'               |
| 6.  | 21-07-2011 | Copa Colombia       | Millonarios | Uniautónoma            | Esnaider Salinas | 30'               |
| 7.  | 16-12-2012 | Final Primera A     | Millonarios | Independiente Medellín | Andrés Correa    | Tanda de penaltis |
| 8.  | 14-08-2013 | Copa Colombia       | Millonarios | Junior                 | LuisK Ruíz       | Tanda de penaltis |
| 9.  | 14-08-2013 | Copa Colombia       | Millonarios | Junior                 | Samuel Vanegas   | Tanda de penaltis |
| 10. | 14-08-2013 | Copa Colombia       | Millonarios | Junior                 | Guillermo Celis  | Tanda de penaltis |
| 11. | 11-05-2014 | Primera A           | Millonarios | Junior                 | Jossymar Gómez   | Tanda de penaltis |
| 12. | 11-05-2014 | Primera A           | Millonarios | Junior                 | Pecoso Correa    | Tanda de penaltis |
| 13. | 6-08-2014  | Primera A           | Millonarios | Bogotá FC              | Cristian Dájome  | 71'               |
| 14. | 31-05-2015 | Semifinal Primera A | Millonarios | Deportivo Cali         | Andrés Roa       | Tanda de penaltis |

#### 2010: Inicios
Para inicios del 2010, luego de que Millonarios no pudiera concretar el fichaje de Cristian Pinzón, Delgado recibe el llamado del equipo azul para ser el segundo arquero de la institución durante esa temporada, pero a causa de la mala labor del arquero titular, Juan Obelar, recibió la oportunidad y se quedó con el puesto demostrando una gran condición y ganándose el cariño de la hinchada albiazul. Partido tras partido fue la figura de la cancha de una manera sorprendente, tanto así que la crítica lo consideró uno de los mejores arqueros del campeonato local y lo postuló para ser convocado a la selección colombiana.

#### 2011: Primer título con Millonarios
Con la llegada de Nelson Ramos en el 2011 al equipo embajador, Delgado se vio relegado al puesto de suplente, sin que esto diezmara su esfuerzo y compromiso con el club. Delgado atajo gran parte de los compromisos de la Copa Colombia, la cual consiguieron al ganarla frente al Boyacá Chicó.

#### 2012: El arquero de la 14
Durante 2012 alternó en el arco participando en el torneo de Copa Colombia durante el primer semestre. En el segundo torneo del año, ante la lesión por ruptura de Tendón de Aquiles del portero titular, Nelson Ramos, Delgado fue nuevamente titular, disputando los partidos tanto por el torneo local de Categoría Primera A como de la Copa Sudamericana, realizando una notable labor en el cuadro que logró las semifinales del torneo continental y la Estrella 14 de Liga para el onceno azul.
Para el mismo semestre, su esposa Tatiana es valorada médicamente con cáncer de seno, por lo que el portero decide lucir un corte de cabello (rapado) en apoyo a las mujeres que padecen dicha patología. De igual manera, Delgado dedicó toda la temporada, y a la postre el título, a las mujeres con cáncer de Colombia.
Fue así como el 16 de diciembre de 2012 consiguió el título profesional colombiano Finalización 2012 con la camiseta de Millonarios al vencer a Medellín en una final que se definió en penales y donde Delgado anotó el último penal para Millonarios y atajó el penal definitivo al jugador antioqueño Andrés Correa que finalmente le otorgaría el campeonato al equipó de Bogotá.

"Les dedico este título a mi esposa con todo el amor del mundo, a mi mamá y mi papá, quienes están en Bucaramanga y en general a toda mi familia; a los que vinieron a verme hoy, a toda esta gente, ya que después de tantos años somos campeones. Gracias a Dios por permitírteme hacer parte de este título para Millonarios, toda la gloria es para él porque gracias a él tuve el valor y el coraje para aguantar, pensé en irme, pero bueno mi Dios me dio la oportunidad nuevamente cuando pasé momentos difíciles."
Luis Enrique Delgado, arquero de Millonarios y figura del encuentro.

#### 2013-2015
Para finales del 2014 es muy criticado por errores en partidos, por lo que para el 2015 pierde la titularidad con el arquero Nicolás Vikonis actuando solo en la Copa Colombia. 
El 31 de mayo de 2015 por primera vez es titular en el Apertura 2015 tras la suspensión de Nicolás Vikonis jugando el partido de semifinales vuelta contra Deportivo Cali para el paso a la final siendo la figura del partido a pesar de perder 1-0 (global 3-3) forzando los penales pero desafortunadamente falla el penal decisivo quedando eliminado su equipo de la Liga Águila I.
A mitad del 2015 terminaría su etapa en el club embajador con un saldo de haber conseguido dos títulos y dos subtítulos. Además, disputó 177 partidos en los que convirtió 4 goles (de tiro libre), brindó 2 asistencia, atajó 14 penales (3 en tiempo reglamentario y 11 en tandas), recibió 18 tarjetas amarillas y nunca fue expulsado. Saliendo de  Millonarios como ídolo tras cinco años de permanencia.

### Cúcuta Deportivo
El 6 de julio se confirmaría que Luis Delgado era el décimo refuerzo del Cúcuta Deportivo para el Finalización 2015.

### Real Cartagena
Vuelve al Real Cartagena para afrontar la Torneo Apertura 2016 de la Primera B. En esta segunda etapa con el equipo heroico ataja un penal frente a Real Santander.

### Deportes Tolima
Sería refuerzo para mitad del 2016 en el Deportes Tolima donde volvería a jugar en la Categoría Primera A. Debutaría el 14 de agosto en la victoria por la mínima como visitantes frente a Atlético Bucaramanga. Sería suplente una temporada más del paraguayo Joel Silva y se marcharía de la institución tras pelearse en el entrenamiento con el entrenador Alberto Gamero.

### Águilas Doradas
En 2019 jugando para el cuadro Águilas Doradas anotaría su último gol cómo profesional a Atlético Nacional de tiro libre.

## Clubes

### Como jugador
| Club                                 | Div.          | Temporada     | Liga        | Liga        | Copas | Copas | Internacional | Internacional | Total       | Total       |
| Club                                 | Div.          | Temporada     | Part.       | Goles       | Part. | Goles | Part.         | Goles         | Part.       | Goles       |
| ------------------------------------ | ------------- | ------------- | ----------- | ----------- | ----- | ----- | ------------- | ------------- | ----------- | ----------- |
| Atlético Bucaramanga · Colombia      | 1.ª           | 1999          | Desconocido | Desconocido | —     | —     | —             | —             | Desconocido | Desconocido |
| Atlético Bucaramanga · Colombia      | 1.ª           | 2000          | Desconocido | Desconocido | —     | —     | —             | —             | Desconocido | Desconocido |
| CDF Carlos Sarmiento Lora · Colombia | 2.ª           | 2001          | 10          | 0           | —     | —     | —             | —             | 10          | 0           |
| CDF Carlos Sarmiento Lora · Colombia | Total club    | Total club    | 10          | 0           | 0     | 0     | 0             | 0             | 10          | 0           |
| Alianza Petrolera · Colombia         | 2.ª           | 2002-04       | 30          | 0           | —     | —     | —             | —             | 30          | 0           |
| Atlético Bucaramanga · Colombia      | 1.ª           | 2005          | 4           | 0           | —     | —     | —             | —             | 4           | 0           |
| Atlético Bucaramanga · Colombia      | 1.ª           | 2006          | 4           | 0           | —     | —     | —             | —             | 4           | 0           |
| Real Santander · Colombia            | 2.ª           | 2007          | 25          | 0           | —     | —     | —             | —             | 25          | 0           |
| Real Santander · Colombia            | Total club    | Total club    | 25          | 0           | 0     | 0     | 0             | 0             | 25          | 0           |
| Alianza Petrolera · Colombia         | 2.ª           | A-2008        | 9           | 0           | —     | —     | —             | —             | 9           | 0           |
| Alianza Petrolera · Colombia         | Total club    | Total club    | 39          | 0           | 0     | 0     | 0             | 0             | 39          | 0           |
| Real Cartagena · Colombia            | 2.ª           | F-2008        | 27          | 0           | 2     | 0     | —             | —             | 29          | 0           |
| Real Cartagena · Colombia            | 1.ª           | 2009          | 25          | 0           | 1     | 0     | —             | —             | 26          | 0           |
| Millonarios · Colombia               | 1.ª           | 2010          | 19          | 0           | 15    | 0     | —             | —             | 34          | 0           |
| Millonarios · Colombia               | 1.ª           | 2011          | 7           | 0           | 10    | 0     | —             | —             | 17          | 0           |
| Millonarios · Colombia               | 1.ª           | 2012          | 19          | 1           | 10    | 0     | 6             | 0             | 35          | 1           |
| Millonarios · Colombia               | 1.ª           | 2013          | 36          | 0           | 10    | 0     | 5             | 0             | 51          | 0           |
| Millonarios · Colombia               | 1.ª           | 2014          | 26          | 3           | 6     | 0     | 2             | 0             | 34          | 3           |
| Millonarios · Colombia               | 1.ª           | A-2015        | 1           | 0           | 5     | 0     | 0             | 0             | 6           | 0           |
| Millonarios · Colombia               | Total club    | Total club    | 108         | 4           | 56    | 0     | 13            | 0             | 177         | 4           |
| Cúcuta Deportivo · Colombia          | 1.ª           | F-2015        | 8           | 0           | —     | —     | —             | —             | 8           | 0           |
| Cúcuta Deportivo · Colombia          | Total club    | Total club    | 8           | 0           | 0     | 0     | 0             | 0             | 8           | 0           |
| Real Cartagena · Colombia            | 2.ª           | A-2016        | 13          | 0           | 2     | 1     | —             | —             | 15          | 1           |
| Real Cartagena · Colombia            | Total club    | Total club    | 65          | 0           | 5     | 1     | 0             | 0             | 70          | 1           |
| Deportes Tolima · Colombia           | 1.ª           | F-2016        | 8           | 0           | 2     | 0     | —             | —             | 10          | 0           |
| Deportes Tolima · Colombia           | 1.ª           | 2017          | 0           | 0           | 5     | 0     | —             | —             | 5           | 0           |
| Deportes Tolima · Colombia           | Total club    | Total club    | 8           | 0           | 7     | 0     | 0             | 0             | 15          | 0           |
| Atlético Bucaramanga · Colombia      | 1.ª           | 2018          | 2           | 0           | —     | —     | —             | —             | 2           | 0           |
| Atlético Bucaramanga · Colombia      | Total club    | Total club    | 10          | 0           | 0     | 0     | 0             | 0             | 10          | 0           |
| Águilas Doradas · Colombia           | 1.ª           | 2019          | 27          | 1           | 1     | 0     | 3             | 0             | 31          | 1           |
| Águilas Doradas · Colombia           | Total club    | Total club    | 27          | 1           | 1     | 0     | 3             | 0             | 31          | 1           |
| Deportivo Pasto · Colombia           | 1.ª           | 2020          | 10          | 0           | —     | —     | 2             | 0             | 12          | 0           |
| Deportivo Pasto · Colombia           | Total club    | Total club    | 10          | 0           | 0     | 0     | 2             | 0             | 12          | 0           |
| Total carrera                        | Total carrera | Total carrera | 300         | 5           | 69    | 1     | 18            | 0             | 387         | 6           |

#### Goles anotados
| #  | Fecha                   | Competición      | Partido                             | Resultado | Modo       | Arquero Rival   |
| -- | ----------------------- | ---------------- | ----------------------------------- | --------- | ---------- | --------------- |
| 1. | 18 de noviembre de 2012 | Primera División | Junior - Millonarios                | 2-1       | Tiro libre | Sebastian Viera |
| 2. | 19 de febrero de 2014   | Primera División | Millonarios - Once Caldas           | 2-1       | Tiro libre | José Cuadrado   |
| 3. | 2 de marzo de 2014      | Primera División | Millonarios - Santa Fe              | 2-1       | Tiro libre | Rufay Zapata    |
| 4. | 19 de octubre de 2014   | Primera División | Deportivo Cali - Millonarios        | 4-3       | Tiro libre | Johan Silva     |
| 5. | 6 de marzo de 2016      | Copa Colombia    | Real Cartagena - Jaguares           | 3-2       | Penal      | Sebastián López |
| 6. | 21 de abril de 2019     | Primera División | Águilas Doradas - Atlético Nacional | 2-1       | Tiro libre | José Cuadrado   |

### Como formador
| Club     | País     | Año           |
| -------- | -------- | ------------- |
| Santa Fe | Colombia | 2024-presente |

## Palmarés

### Campeonatos nacionales
| Título              | Club           | País     | Año  |
| ------------------- | -------------- | -------- | ---- |
| Primera B           | Real Cartagena | Colombia | 2008 |
| Copa Colombia       | Millonarios    | Colombia | 2011 |
| Torneo Finalización | Millonarios    | Colombia | 2012 |